# Casuals
Casuals – subkultura piłkarska związana z chuligaństwem charakteryzująca się noszeniem drogich, markowych ubrań. Subkultura ta powstała w Wielkiej Brytanii w późnych latach 70., kiedy chuliganie zaczęli nosić drogie ubrania, aby utrudnić namierzenie przez policję. Nie nosili kolorów klubowych, przez co łatwo mogli poruszać się po kręgach wrogich klubów oraz wchodzić do pubów, gdzie starano się unikać obecności grup chuligańskich.